# Pamirospila
Pamirospila  (лат.) — род дорожных ос  (Pompilidae).

## Распространение
Палеарктика. Встречается в Центральной Азии.

## Описание
Среднего размера дорожные осы. Клипеус выпуклый и матовый. Проподеум в задне-боковой части слабо морщинист. Метапостнотум хорошо развит. Усики чёрные или темно-бурые. Крылья затемнённые (коричневые или серые, без жёлтых отметин). Коготки лапок нераздвоенные. Птеростигма почти равна длине жилки r-rs в переднем крыле. Аролиум крупный. Предположительно, как и другие близкие виды охотятся на пауков.